# 津久井龍雄
津久井 龍雄（つくい たつお、1901年〈明治34年〉2月4日 - 1989年〈平成元年〉9月9日）は、日本のジャーナリスト、右翼活動家、国家社会主義者。高畠素之門下。プラトン、J・S・ミル翻訳者。

## 経歴
栃木県出身。1913年（大正2年）、早稲田大学中退。
1926年（大正15年）、赤尾敏と建国会設立。建国会の会長に上杉慎吉、顧問に平沼騏一郎、頭山満、荒木貞夫を迎え、理事長は赤尾、書記長は津久井が務める。
1930年（昭和5年）、愛国勤労党、急進愛国党（児玉誉士夫）設立。1931年（昭和6年）、全日本愛国者共同闘争協議会設立。1933年（昭和8年）、国民協会設立、同出版部長。
1942年（昭和17年）設立の大日本言論報国会では常務理事・総務部長に就任。同年4月に行われた第21回衆議院議員総選挙（いわゆる翼賛選挙）で東京5区（当時）から翼賛政治体制協議会推薦で立候補したが落選した。その後、1943年（昭和18年）8月30日の第7回理事会で常務理事・総務部長を辞任した。同年9月の第1回東京都議会議員選挙に渋谷区から立候補し、当選した。
戦後、公職追放。
1952年（昭和27年）、赤尾敏と東方会を再建。

## 著作

### 単著
- 『コントの実証哲学』（1926年、事業之日本社出版部〈社会経済思想叢書 第7〉)
- 『ファスシズム伊太利とムッソリーニ』（1927年、自由評論社〈フアスシズム叢書 第1巻〉)
- 『国家社会主義問答』（1930年、政治批判社）
- 『日本的社会主義の提唱』（1932年、先進社）
- 『フアッシズムと日本主義』（1932年、大日本青年同盟〈日青パンフレット 第1輯〉）
- 『日本精神と政党政治 : 附・政党政治に対する諸家の批判』（1933年、国民運動社〈(国民運動パンフレツト 第2輯〉）
- 『日本精神と青年運動 : 青年日本同盟綱領・経綸・宣誓解説』（1933年、国民協会出版部〈国民運動パンフレツト 第4輯〉）
- 『日本主義の基礎理論』（1933年、大日本青年同盟本部〈日青パンフレツト 第2輯〉）
- 『日本主義運動の理論と実践』（1935年、建設社）
- 『課題を衝く』（1938年、作品社〈作品文庫〉）
- 『時局の周辺 : 感想随筆集』（1939年、興亜文化協会）
- 『日本の運命』（1939年、今日の問題社）
- 『戦争の背後のもの : 評論』（1940年、八元社）
- 『新體制期の構想』（1940年、東洋經濟新報社）
- 『現下政治の動向』（1940年、新光閣）
- 『文化と政治』（1941年、桃蹊書房）
- 『革新と建設』（1941年、育生社〈新世代叢書 第14〉)
- 『国内体制と政治力 : 金融問題研究会第五回座談会速記録』（1941年、経済書籍）
- 『日本国家主義運動史論』（1942年、中央公論社）
- 『大西郷』（1943年、昭和刊行会）
- 『日支国交史論』（1943年、日本政治研究 ; 第1輯)
- 『伝統と創造』（1943年、日本放送出版協会〈ラジオ新書 98〉)
- 『救國自治の提唱』（1946年、玄同社）
- 『右翼』（1952年、昭和書房）
- 『祖国に生きる』（1952年、東南書房〈現代人の教養 第6〉）
- 『右翼開眼 : 中共と日共』（1956年、拓文館）
- 『私の昭和史』（1958年、東京創元社）
- 『証言昭和維新』（1973年、新人物往来社）
- 『津久井龍雄氏談話速記録』（1974年、日本近代史料研究会〈日本近代史料叢書 B-6〉）
- 『異端の右翼 : 国家社会主義とその人脈』（1975年、新人物往来社）

### 共著
- 井上哲次郎・清原貞雄・武田祐吉・植木直一郎・大倉邦彦・松永材・宇野圓空・河野省三・村瀬武比古・栗田元次・藤澤親雄・中河與一・杉森孝次郎・亘理章三郎・藤原銀次郎・蓑田胸喜・浦本浙潮・鼓常良・津久井龍雄・加藤一夫・三井甲之・赤松克麿・大串兎代夫・岡本かの子『新修日本精神讀本』（1938年、朝日新聞社）
- 飯田清三・芦田均・津久井龍雄述『歐洲大戰と米國の動向 歐洲大戰と極東問題 政變の意味と今後の政治的見透し』（1940年2月、東洋經濟出版部〈經濟倶樂部講演 昭和15年 第3輯〉）

### 翻訳
- プラトーン著、津久井龍雄訳述『理想国』（1925年、新潮社〈社会哲学新学説大系 第11巻〉。1937年、新潮社〈新潮文庫 第253編〉） - 『国家』『ティマイオス』『クリティアス』の訳。
- ジョン・スチュワート・ミル著、津久井龍雄訳述『宗教と功利主義』（1927年、新潮社〈社会哲学新学説大系 第21〉） - Three Essays on Religion の訳。